# 罗内
罗内（法語：Ronnet，法語發音：[ʁɔnɛ]）是法国阿列省的一个市镇，位于该省西南部，属于蒙吕松区。

## 地理
罗内（46°12'18"N, 2°41'59"E）面积19.88 平方千米，位于法国奥弗涅-罗讷-阿尔卑斯大区阿列省，该省份为法国中部省份，北起涅夫勒省、西北接谢尔省，西南至克勒兹省，南至多姆山省，东南临卢瓦尔省，东临索恩-卢瓦尔省。
与罗内接壤的市镇（或旧市镇、城区）包括：阿尔弗耶-圣普列斯特、拉塞勒、迪尔达-拉勒基耶、孔布拉耶地区马尔西亚、阿尔莱法韦特、拉克鲁济耶、维尔莱。

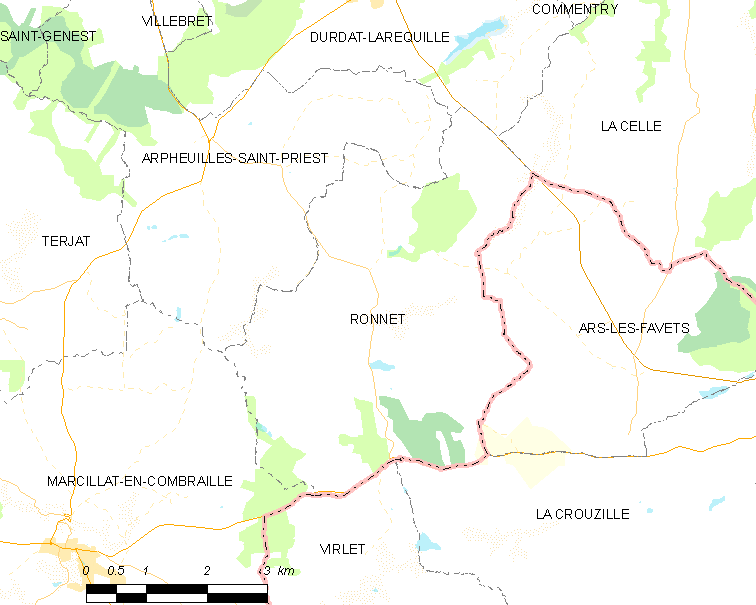
罗内的OSM定位图

罗内的时区为UTC+01:00、UTC+02:00（夏令时）。

## 行政
罗内的邮政编码为03420，INSEE市镇编码为03216。

## 政治
罗内所属的省级选区为蒙吕松第三县。

## 人口

1962-2008年间罗内人口变化图示

罗内于2022年1月1日时的人口数量为168人。